# Karl Michael Ludwig Hollensteiner

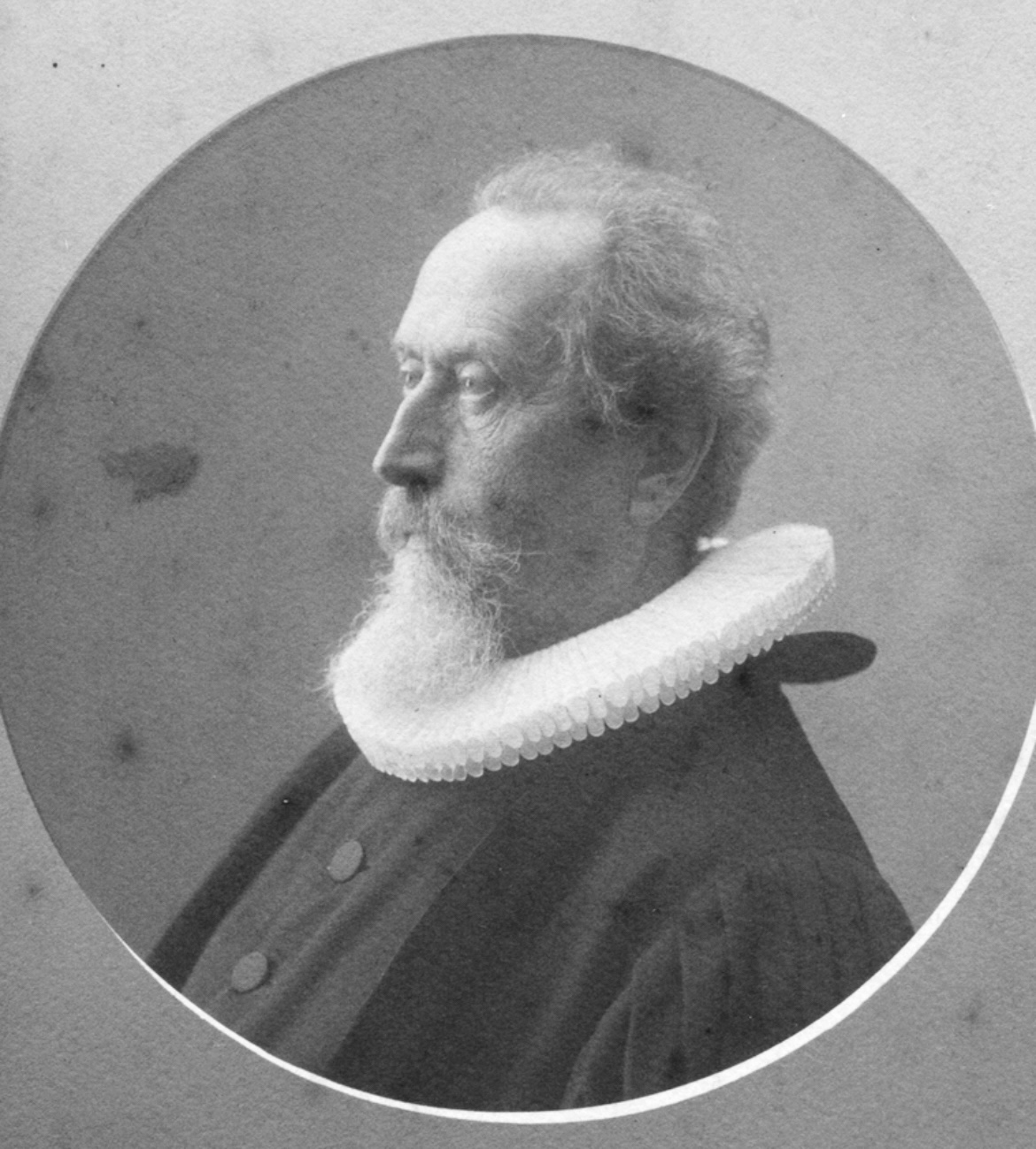
Propst Karl Michael Ludwig Hollensteiner

Karl Michael Ludwig Hollensteiner (* 6. Mai 1840 in Grünstadt; † 16. März 1917 in Lübeck) war ein deutscher evangelischer Pfarrer und Buchautor.

## Biografie
Hollensteiner wurde als Sohn von Karl Georg Leonhard Hollensteiner und dessen Frau Kunigunde geb. Dannhauser geboren. Zur Zeit der Geburt war der Vater als Lehrer am 
Progymnasium Grünstadt tätig, später wirkte er in der Westpfalz als evangelischer Pfarrer und Dekan. 
Karl Michael Ludwig Hollensteiner studierte Theologie in Erlangen, Berlin und Tübingen. Ab 1861 war er Geistlicher der Vereinigten Protestantisch-Evangelisch-Christlichen Kirche der Pfalz. Hollensteiner amtierte 1864/65 als Vikar in Zweibrücken, 1866/67 als Vikar in Landstuhl und von 1867 bis 1873 als Pfarrer in Kirkel-Neuhäusel. 1867 heiratete er die Pfarrerstochter Johanna Maria Friederike Hansen aus Sörup in Schleswig.
1873 wechselte Hollensteiner in die norddeutsche Heimat seiner Frau und wurde Pfarrer in Grube (Holstein), 1876 Hauptpastor und 1906 Propst in Oldenburg/Holstein. 1886 gründete er dort die Diakonie-Sozialstation. Auch die Volkshochschule und der Kindergarten gingen auf seine Initiative zurück. 1915 erfolgte die Emeritierung.
Neben seiner Tätigkeit als Geistlicher verfasste Hollensteiner mehrere Bücher, meist mit historischem Bezug. Am bekanntesten sind Franz von Sickingen und die evangelische Gemeinde Landstuhl (1868) sowie Aus vergangenen Tagen: Chronikbilder aus der Vergangenheit Oldenburgs in Holstein (1882).
In Oldenburg ist die Straße Hollensteiner Gang nach ihm benannt.